# Muso Saidjonov
Muso Yoʻldoshevich Saidjonov (* 1893 in Buxoro, Emirat Buchara; † 27. November 1937 in Samarqand) war ein usbekischer Staatsmann und Gesellschaftsaktivist, ein Historiker und einer der ersten usbekischen Professoren (1935).

## Leben
Er absolvierte eine russisch-einheimische Schule in Neues Buchara (heute die Stadt Kagan) und die Mir-Arab-Madrasa. Er war ein Teilnehmer der Jungbuchara-Bewegung und einer ihrer Anführer. Im Jahr 1917 musste er wie viele seiner politischen Mitstreiter in das benachbarte Turkestan fliehen. Nach den Ereignissen im September 1920 bekleidete er verschiedene verantwortungsvolle Positionen in der Regierung der Volksrepublik Buchara.
Unter der Leitung von Muso Saidjonov wurden drei Mädchenschulen mit 128 usbekischen Schülerinnen, 40 Alphabetisierungskursen mit 3000 Teilnehmern und ein Lehrerseminar eröffnet.
Ab 1924 widmete sich Saidjonov vollständig seiner Arbeit im System des Uskomstarisa (Komitee für den Schutz von Denkmälern der Antike beim SNK Usbekistans). Im Jahr 1925 nahm er an der bekannten "Gruppe der Achtzehn" teil, die sich gegen die beschleunigte Kollektivierung in Usbekistan aussprach. Die "Gruppe der Achtzehn" erhielt keine Unterstützung, wurde verurteilt und ihre Mitglieder wurden aus dem öffentlichen Dienst entfernt. Das erklärt die Rückkehr von Saidjonov zur wissenschaftlichen und aufklärerischen Arbeit. Von 1928 bis zu seiner Verhaftung im Jahr 1937 lebte er in Samarqand, wo er an der Staatlichen Universität Samarkand lehrte.
Der Historiker L. I. Rempel bemerkte, dass Saidjonov die ihm zur Verfügung stehenden Quellen gut kannte und vor allem „der erste Forscher von Buchara an seinem ständigen Aufenthaltsort“ war.
Saidjonov bewies, dass das Mausoleum von Ismail Samani zu Lebzeiten von Ismail Samani erbaut wurde und nicht nur seine Enkel, sondern auch sein Vater darin begraben wurden.
Der Archäologe Masson bemerkte, dass er keinen anderen usbekischen Intellektuellen der 1930er Jahre kennt, der über ein solch umfassendes Wissen, eine solche Gelehrsamkeit und Sprachkenntnisse wie Musadjan Saidjanov verfügte.
Der bucharische Gelehrte Saidjonov zeigte die Ensemble-Architektur in den Städten Zentralasiens und Buxoro auf und enthüllte auch die Tatsache, dass in Zentralasien die Mullahs den größten Einfluss auf die Menschen hatten und ihre Macht über die feudale Herrschaft stand.
Aufgrund von Fotografien, die Saidjonov mit Unterstützung des Historikers I. Umnyakov und A. Schmidt, dem damaligen Dekan des Orientalischen Fachbereichs der Staatlichen Universität Samarkand, gemacht hatte, wurde bewiesen, dass das Vobkent-Minarett im Jahr 1141 von einem gewissen Burhoniddin Abdulaziz erbaut wurde.
Im Jahr 1935 nahm Saidjonov am 3. Internationalen Kongress für iranische Kultur in Leningrad teil und hielt dort einen wissenschaftlichen Vortrag über ein architektonisches Denkmal in Samarkand, das Chilchtar-Mausoleum. Er machte eine Entdeckung und bewies, dass dieses Denkmal nicht seinen Namen ("Chilchtar" bedeutet auf Persisch "Vierzig Schönheiten") widerspiegelt und tatsächlich das Familiengrab des Herrschers des Buchara-Khanats, Kuchkundji-Khan, ist.
M. A. Abduraimov präsentierte in seinem Artikel einen umfassenden Überblick über die Beiträge des Gelehrten zur historischen, archäologischen und Quellenforschung. Das Hauptaugenmerk lag jedoch auf seiner Arbeit zur Geschichte der Timuriden, die nur ein Teil des Erbes von M. Y. Saidjonov war.
Der wertvollste Bestandteil des erstaunlicherweise erhaltenen Archivs von M. Y. Saidjonov ist die Übersetzung und Kommentierung der Stiftungsurkunde des Sayfiddin-Boharziy-Mausoleum. Er erstellte auch Zusammenfassungen mehrerer historischer Bücher, suchte und fand die Bedeutung veralteter arabischer und persischer Wörter. Die Hauptwissenschaftliche Schlussfolgerung seiner Forschung besteht darin, dass der Islam auch während der Herrschaft der mongolischen Eroberer in Zentralasien einen starken Einfluss auf das gesellschaftliche Leben ausübte. Ein weiterer interessanter Teil des Archivs sind Geschäftsbriefe. Hier finden sich Korrespondenzen an M. Y. Saidjonov von A. A. Fitrat, I. I. Umnyakov, Ya. G. Gulyamov, I. A. Sukharev und anderen. Es gibt auch eine von M. Y. Yakubovsky unterschriebene Visitenkarte des Eigentümers. Aus den Archivdaten geht hervor, dass einer von M. Y. Saidjonovs Schülern Ya. G. Gulyamov war und er mit V. L. Vyatkina befreundet war.
M. Y. Saidjanov übersetzte die Stiftungsurkunden der Kalon-Moschee, der Koʻkaldosh-Madrasa und von Abdulaziz-Khan-Madrasa in die usbekische Sprache. In seinen Skizzenartikeln gibt er ausführliche Informationen über die Medrese von Abdulaziz Khan und die Ulugʻbek-Madrasa in Buxoro wieder.
M. Y. Saidjanov beschreibt wahrscheinlich zum ersten Mal anhand von Fotografien das Denkmal Rabati Malik sowie das Grab von Ulugh Beg in Samarqand.
Als ausreichend ernsthaft und druckfertig kann man die Manuskripte "Architektur von Samarkand. Die Geschichte der Stadt" und "Schriftliche Quellen zur Geschichte von Shahrisabz" bezeichnen. Weniger umfangreich, aber genauso originell sind die Manuskripte der Broschüre "Materialien zur Geschichte der Usbeken", der Artikel "Das Mausoleum von Chilchtar" und "Kleinindustrie" (basierend auf Materialien aus Zentralasien), "Das erste Museum in Choresm" sowie vier "Anthologien der Dichter" (alle in usbekischer Sprache).
Unter dem Einfluss der Tendenzen, die sich in den Sozialwissenschaften Usbekistans in den späten 1920er und frühen 1930er Jahren abzeichneten, entstand das Manuskript der Broschüre "Geschichte der revolutionären Bewegung in Buchara". Dies wird bereits aus den Titeln ihrer Kapitel deutlich: "Blick auf die Klassen", "Verwaltungsapparat", "Grundbesitzrecht", "Bildungssystem", "Revolutionäre Bewegung".
Auch wertvoll sind die 1924 abgeschriebenen Inschriften an den Portalen der bedeutendsten architektonischen Denkmäler von Buchara. Das Archiv enthält auch eine Liste der Orden und Medaillen des vorrevolutionären Buchara sowie eine Liste alter usbekischer Lieder.
Im Jahr 2005 wurde die Übersetzung des Manuskripts von Musa Saidjanov "Die Stadt Buchara und ihre historischen Gebäude" auf Usbekisch und Russisch veröffentlicht.
In den frühen 1930er Jahren leitete M. Yu. Saidjanov die Restaurierung des Minaretts der Ulugʻbek-Madrasa in Samarqand.
M. Y. Saidjanov geriet auf die Liste der Stalinsche Säuberungen und wurde 1937 verhaftet. Er wurde posthum im Dezember 1965 rehabilitiert.